# ايمانويل ويرث
ايمانويل ويرث (بالألمانية: Emanuel Wirth)‏ هو عازف كمان ألماني، ولد في 18 أكتوبر 1842 في Žlutice ‏ في التشيك، وتوفي في 5 يناير 1923 في برلين في ألمانيا.

## وصلات خارجية
- ايمانويل ويرث على موقع ميوزك برينز (الإنجليزية)